# Споменик „Човек без илузија”
Споменик „Човек без илузија” се налази у Спомен комплексу Спомен-парк Крагујевачки октобар, испред Спомен музеја „21. октобар”. Скулптура је поклон вајара Јована Солдатовића из 1979. године.
Споменик представља издужену фигуру мршавог човека, оборене главе и прекрштених руку и ногу, који седи на ниској столичици, глава му је клонула на груди, а дугачке руке, у којима држи три усахла цвета, малаксало су спуштене на колена. Ова статуа се под теретом своје несреће све више повија и просто као да тежи да се сва затвори и потоне у земљу.